# Гошен (Каліфорнія)
Гошен (англ. Goshen) — переписна місцевість (CDP) в США, в окрузі Туларе штату Каліфорнія. Населення — 4968 осіб (2020).

## Географія
Гошен розташований за координатами 36°21′6″ пн. ш. 119°25′16″ зх. д. / 36.35167° пн. ш. 119.42111° зх. д. (36.351792, -119.421054).  За даними Бюро перепису населення США в 2010 році переписна місцевість мала площу 4,59 км², уся площа — суходіл.

## Демографія
Згідно з переписом 2010 року, у переписній місцевості мешкало 3006 осіб у 773 домогосподарствах у складі 633 родин. Густота населення становила 655 осіб/км².  Було 840 помешкань (183/км²).
Расовий склад населення:
| - 39,5 % — білих - 3,0 % — корінних американців - 2,5 % — чорних або афроамериканців - 0,4 % — азіатів - 49,8 % — осіб інших рас |

До двох чи більше рас належало 4,9 %. Частка іспаномовних становила 82,6 % від усіх жителів.
За віковим діапазоном населення розподілялося таким чином: 35,7 % — особи молодші 18 років, 57,5 % — особи у віці 18—64 років, 6,8 % — особи у віці 65 років та старші. Медіана віку мешканця становила 27,1 року. На 100 осіб жіночої статі у переписній місцевості припадало 107,3 чоловіків;  на 100 жінок у віці від 18 років та старших — 106,0 чоловіків також старших 18 років.
Середній дохід на одне домашнє господарство  становив 42 112 долари США (медіана — 35 972), а середній дохід на одну сім'ю — 41 528 доларів (медіана — 34 795). Медіана доходів становила 32 852 долари для чоловіків та 27 098 доларів для жінок. За межею бідності перебувало 29,6 % осіб, у тому числі 35,9 % дітей у віці до 18 років та 20,6 % осіб у віці 65 років та старших.
Цивільне працевлаштоване населення становило 1282 особи. Основні галузі зайнятості: сільське господарство, лісництво, риболовля — 20,5 %, роздрібна торгівля — 14,8 %, освіта, охорона здоров'я та соціальна допомога — 11,3 %, виробництво — 10,7 %.